# قرار مجلس الأمن التابع للأمم المتحدة رقم 1411
قرار مجلس الأمن التابع للأمم المتحدة رقم 1411، المتخذ بالإجماع في 17 أيار / مايو 2002، بعد التذكير بالقرارات 827 (1993)، 955 (1994)، 1165 (1998)، 1166 (1998) و1329 (2000)، عدل المجلس النظام الأساسي المحكمتان الجنائيتان الدوليتان لرواندا ويوغوسلافيا السابقة لمعالجة قضية القضاة الذين يحملون جنسية مزدوجة.
أقر مجلس الأمن بأن القضاة في المحكمة الجنائية الدولية لرواندا والمحكمة الجنائية الدولية ليوغوسلافيا السابقة قد يحملون جنسيات دولتين أو أكثر وأن شخصًا واحدًا في هذا المنصب قد انتخب للعمل في إحدى المحكمتين. واعتبر أن مثل هؤلاء الأشخاص يجب أن يحملوا جنسية الدولة التي يمارسون فيها عادة الحقوق المدنية والسياسية. بموجب الفصل السابع من ميثاق الأمم المتحدة، تم تعديل النظامين الأساسيين لكلتا المحكمتين وفقًا لذلك ليشمل هذا الحكم.

## روابط خارجية
- نص القرار في undocs.org